# دائن

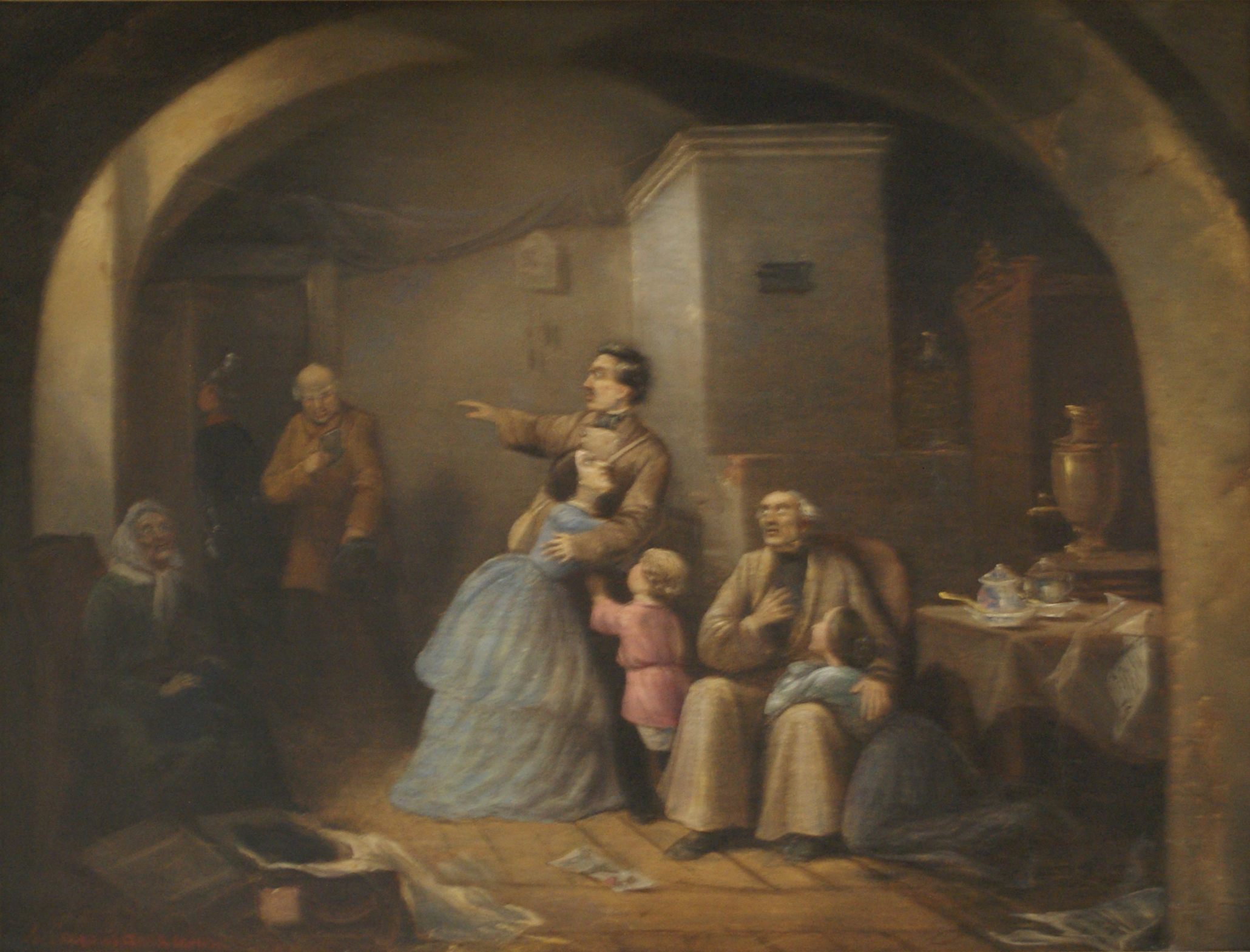

الدائن أو صاحب الدين في القانون والاقتصاد (بالإنجليزية:creditor) هو الطرف صاحب الحق في مبلغ يدفعة الطرف الآخر (المدين). وقد يكون الدائن شخصا أو مؤسسة أو شركة أو حكومة. والدائن هو الشخص أو المؤسسة صاحبة المال.
ويكون الطرف الأول قد قام بتقديم شيئا من ملكه أو خدمة للطرف الثاني وفي العادة يتفق الطرفان في عقد بينهما على أن يقوم الطرف الثاني بإعادة مبلغ مساو أو خدمة للطرف الأول . ويسمى الطرف الثاني المدين أو المستلف. والطرف الأول هو الدائن، وهو صاحب الدين سواء كان الدين مال أو خدمة أو شيئا من أملاكه .
ويستخدم الرمز صاحب الدين في الأوساط المالية بصفة خاصة بالإشارة إلى السلفة loan وهي قصيرة الأجل، أو السند وهو طويل الأجل وكذلك الرهن وهو أيضا طويل الأجل. وفي القضاء يسمى الشخص الذي أقرت المحكمة بالدين المستحق له ليأخذه من مدينه المتخلف في الدفع، يسمى دائن بمقتضى حكم.

## اقرأ أيضًا
- دين سيئ
- المدين
- الفائدة
- دائن مضمون
- دائن مميز
- دين سائر
- قرض استهلاك
- تاريخ الاستحقاق
- درجة الملاءة
- رهن (اقتصاد)
- تخصيص الأموال
- حجم الأعمال (اقتصاد)